# Pingpongbal

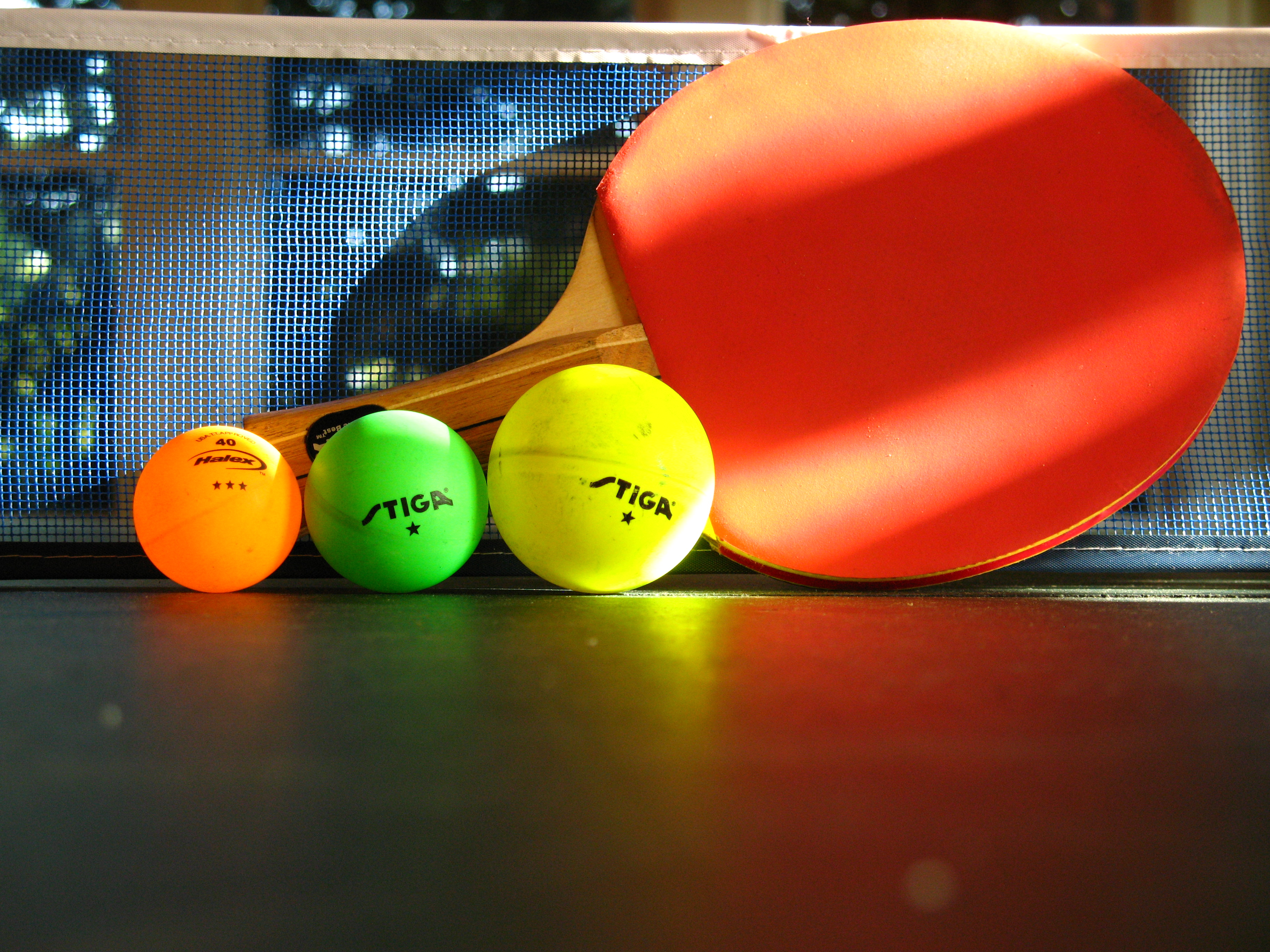
Ballen van 40, 44 en 54 mm

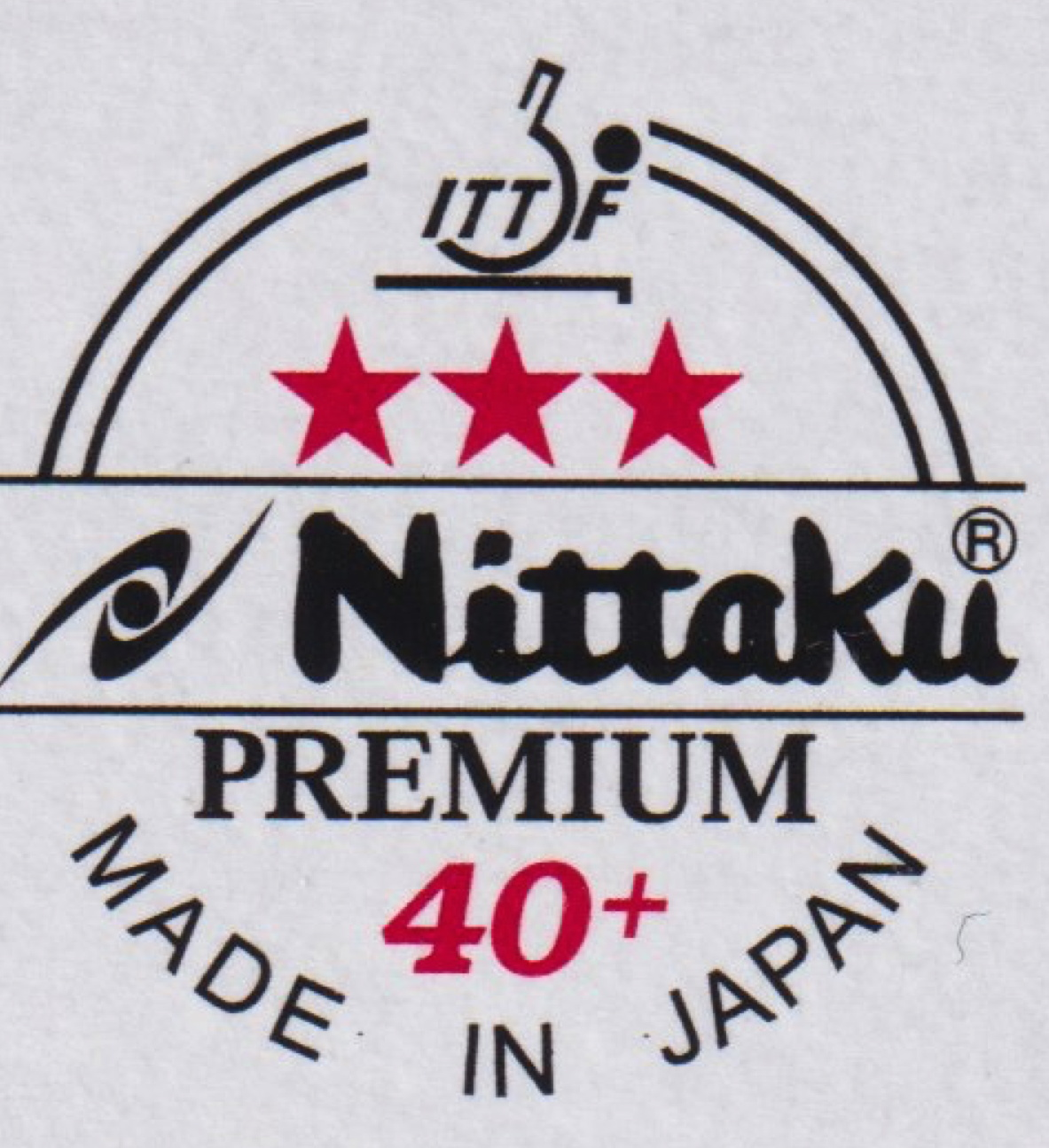
Bal van 40 mm

Een pingpongbal is een balletje van ongeveer vier centimeter doorsnede dat gebruikt kan worden voor tafeltennis-achtige spelletjes. Pingpongballetjes zijn zeer licht, en bestaan uit een dun schilletje plastic, met een holle binnenkant. Een geplette pingpongbal is dus niets meer dan een dun laagje plat plastic. De pingpongbal is oorspronkelijk wit, maar intussen op de markt verschenen in een grote verscheidenheid aan kleuren. De bal ontleent zijn naam aan het pingpong-spelletje dat er vaak mee gespeeld wordt. 
Door de lage massa wordt een pingpongbal nog weleens bij natuurkundige demonstraties gebruikt om het bestaan van lucht aan te tonen. Hiertoe wordt een luchtblazer verticaal geplaatst, zodat de lucht recht omhoog wordt geblazen. De pingpongbal wordt vervolgens daarboven in de lucht "gelegd", zonder touwtje, en beweegt dan een beetje op en neer. De zwaartekracht op het balletje wordt dus gecompenseerd door een andere kracht. Dit blijkt de wrijvingskracht te zijn van de lucht die omhooggeblazen wordt.  Het balletje is gemakkelijk in evenwicht te houden boven deze blazer.  Indien het uitwijkt naar een bepaalde kant moet de lucht hier een langere weg afleggen.  Daardoor gaat het trager bewegen (het ondervindt meer weerstand) waardoor de druk aan die kant groter wordt en het balletje weer naar het midden geduwd wordt.